# Avogadro (famiglia vercellese)
La famiglia Avogadro è un'antica famiglia nobile piemontese, in particolare del vercellese.

## Storia degli Avogadro
La nobile famiglia, originaria dei monti biellesi, risale all'XI secolo. Si trapiantò a Vercelli e detenne l'avvocazia della chiesa di Vercelli, dandole molti vescovi e visconti. Deve infatti il suo nome all'attività di avvocato del vescovo di Vercelli svolta da vari membri della casata. Si affermò nel corso del medioevo grazie ai beni ottenuti dallo stesso vescovo e finì per imporsi sulle fazioni avversarie specialmente dopo la conquista della città da parte dei Visconti (1335). Nel 1165 furono investiti dal vescovo Uguccione dei feudi di Cerrione e Magnano; questa innovazione, insieme all'acquisizione di una certa autonomia, favorì l'affermazione dell'istituto comunale. Nelle lotte che videro l'impero contrapposto al papato, i biellesi pensarono bene di premunirsi contro i vicini e potenti ghibellini; il Comune (ma anche gli Avogadro) edificò diversi castelli, vanificando così i tentativi dei Valperga di impadronirsi della città.
Il legato pontificio nel 1243 vendette al comune di Vercelli numerosi territori, fra i quali quello di Biella. Eletto vescovo, Martino Avogadro di Quaregna rivendicò con ogni sforzo i Comuni biellesi alla supremazia ecclesiastica; riuscì a ricostruire le mura di Biella, tutelandosi così dai vercellesi. Dal 1379 i biellesi si convinsero a porsi sotto la protezione dei Savoia per trent'anni; sarebbero stati seguiti, nel 1404, dagli Avogadro con i loro feudi, che posero sotto la protezione di Amedeo VIII di Savoia; i guelfi vercellesi furono portati al sommo della loro potenza da Simone Avogadro di Collobiano.
Amedeo VIII di Savoia diede loro vasti benefici sparsi tra Cerrione, Mongiovetto (presso Cerrione), Zubiena, Sala, Donato, Cossato, Ponderano, Quaregna, Cerreto, Bruato, Piatto, Valdengo, Vigliano, Mottalciata, Massazza, Benna, Albano, Villata, Casalvolone e Nebbione. Ne fecero parte feudatari e conti di Vercelli, pretori e podestà di Milano, cavalieri dell'ordine di Malta e dell'ordine Mauriziano nonché lo scienziato conte Amedeo noto per la legge sui fluidi da lui scoperta.
Il 25 aprile 1548 i numerosi rami abolirono gli statuti dei rispettivi consortili e stilarono un unico "patto di famiglia".

### Avogadro di Valdengo

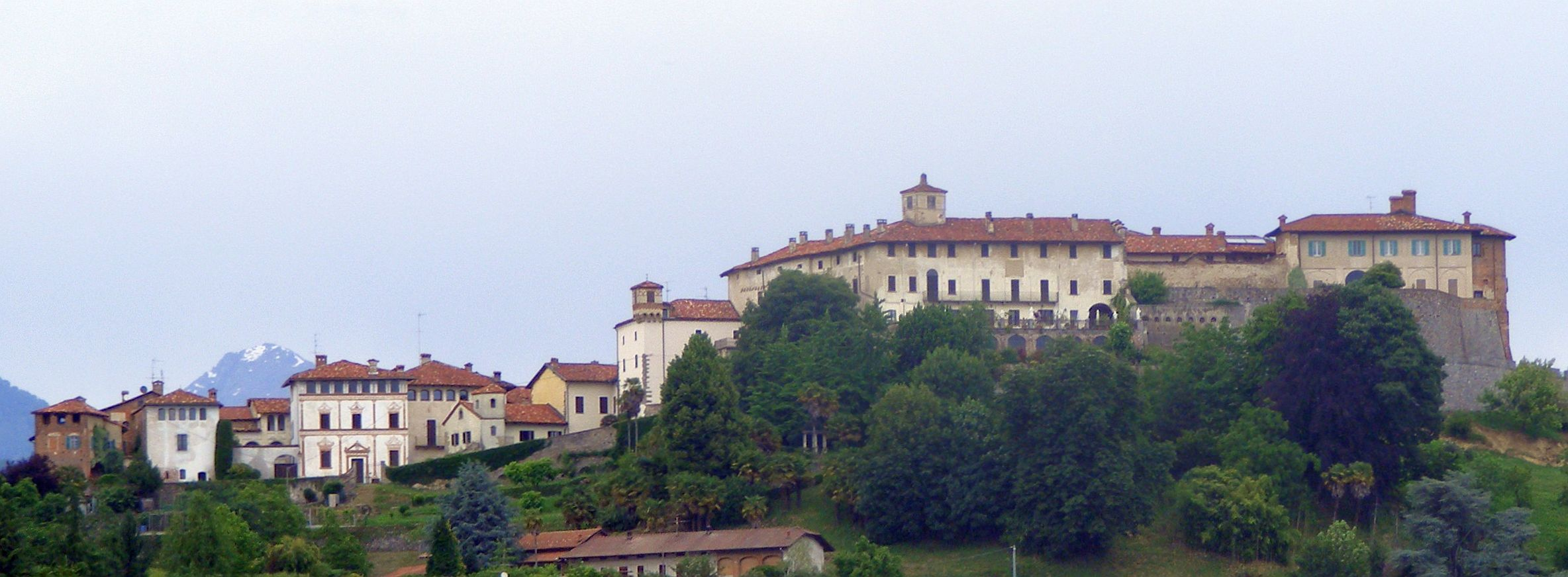
Il castello di Valdengo.

La presenza degli Avogadro a Valdengo risalirebbe all'XI secolo, ma è provata con sicurezza a partire dal XII secolo. La realizzazione del consortile di Vigliano, Valdengo e Montecavallo si poté dire definitiva solo dal Trecento.
Nel 1655 il consortile assunse anche il titolo di Collobiano e Formigliana, ereditato da Virginio di Collobiano, ultimo discendente di Simone di Collobiano, nobiluomo distintosi nella politica vercellese Trecento.

### Avogadro di Cerrione
Il ramo di Cerrione si stabilì in loco tra l'XI e il XII secolo. Il castello dominava il paese divenne presto il centro di un consortile che si estendeva anche su Occhieppo Inferiore e Occhieppo Superiore, Netro, Donato, Sala, Torrazzo, Zubiena, Magnano, Graglia e Mongrando. Il feudo venne meno a partire dai primi del Seicento, quando le proprietà cominciarono ad essere smembrate e vendute. L'ultimo ricordo del consortile, il castello, fu distrutto durante la seconda guerra mondiale. Per disposizione testamentaria del Marchese Lorenzo, morto senza discendenti, gli Avogadro di Cerrione e di Netro aggiungono al cognome Trotti Bentivoglio.

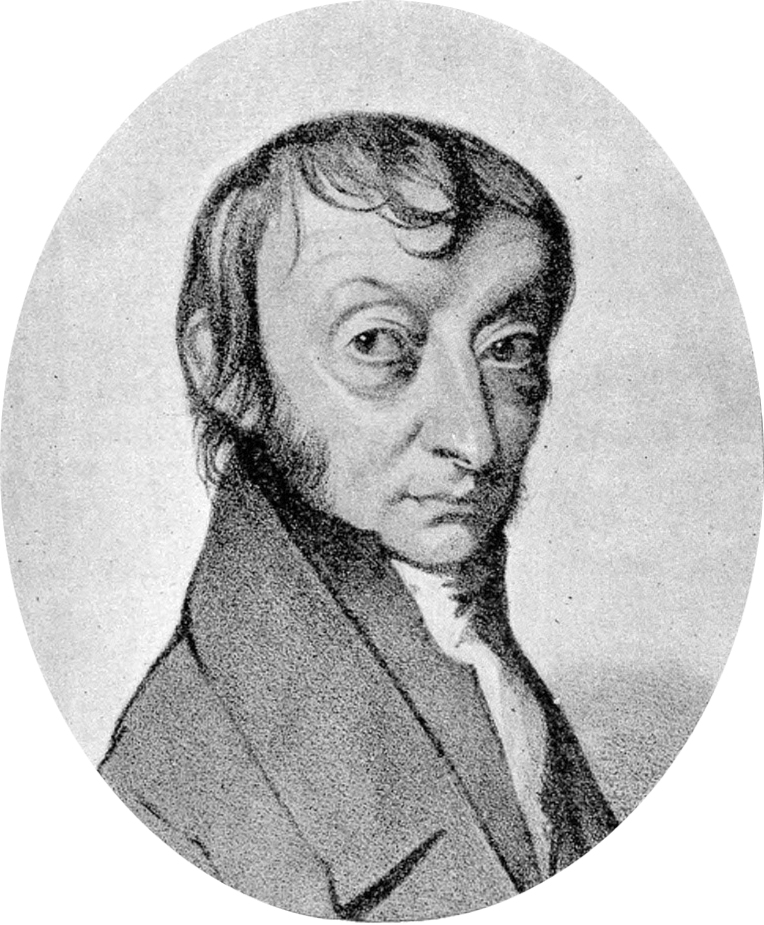
Amedeo Avogadro, il più noto rappresentante del ramo di Quaregna.

### Avogadro di Quaregna
Questa linea aveva sede nel feudo di Quaregna. Le si unì il ramo di Cerreto ed ebbe inoltre stretti rapporti con il ramo di Valdengo. Col tempo si distinsero tre linee, delle quali una sola mantenne il titolo comitale.
Da questa famiglia proveniva lo scienziato Amedeo Avogadro.

### Avogadro di Vigliano
Il ramo degli Avogadro di Vigliano che trae origine nel XVII secolo da Baldassarre. La famiglia possedeva terreni a Castelletto Scazzoso (oggi Castelletto Monferrato). Tra i discendenti di Baldassarre si ricordano nel XVIII secolo Giuseppe Maria e poi Augusto (1832-1895), colonnello dei carabinieri, riconosciuto conte nel 1894, cui succede nel titolo il fratello Pietro Efisio, padre di Federico. Il prozio di Federico, Giacomo Felice, divenne padre di numerosi figli maschi come Giovanni Francesco, Ferdinando, Edoardo e Alberto.

## Membri illustri
- Amedeo Avogadro di Quaregna (1776–1856), scienziato
- Augusto Avogadro di Collobiano (1781–1858), politico
- Filiberto Avogadro di Collobiano (1797–1868), politico
- Emiliano Avogadro della Motta (1798–1865), intellettuale (figlio di Ignazio della Motta e Ifigenia Avogadro di Casanova)
- Alessandro Avogadro di Casanova (1812–1886), politico
- Luigi Avogadro di Quaregna (1826–1900), politico
- Ferdinando Avogadro di Collobiano (1833–1904), politico
- Luigi Avogadro di Collobiano Arborio (1843–1917), politico